# Lakszakállas
Lakszakállas (szlovákul Sokolce) község Szlovákiában, a Nyitrai kerület Komáromi járásában.

## Fekvése
Lakszakállas  Komárom vármegye területén, Komáromtól 20 km-re északnyugatra, Nagymegyertől 5 km-re keletre az Alsó-Csallóközben fekszik. Csaknem teljesen egybeépült a szomszédos Szilassal. Lakszakállas közigazgatási területe hosszan elnyúlik északkeleti irányba, egészen Madérétig. Délről és délkeletről Bogya, északkeletről Bogyarét, nyugatról Szilas határolja.
A falu mellett halad el a 63-as főút, mely Komáromot és Pozsonyt köti össze. Mellékút teremt összeköttetést Szilason át Ekeccsel (6 km).
Lakszakállas közigazgatási területe 19,42 km², mely két kataszteri területre oszlik:
- Lakszakállas (Lak-Sokolec) – 7,56 km²,
- Túriszakállas (Turský Sokolec) – 11,86 km².

## Élővilága

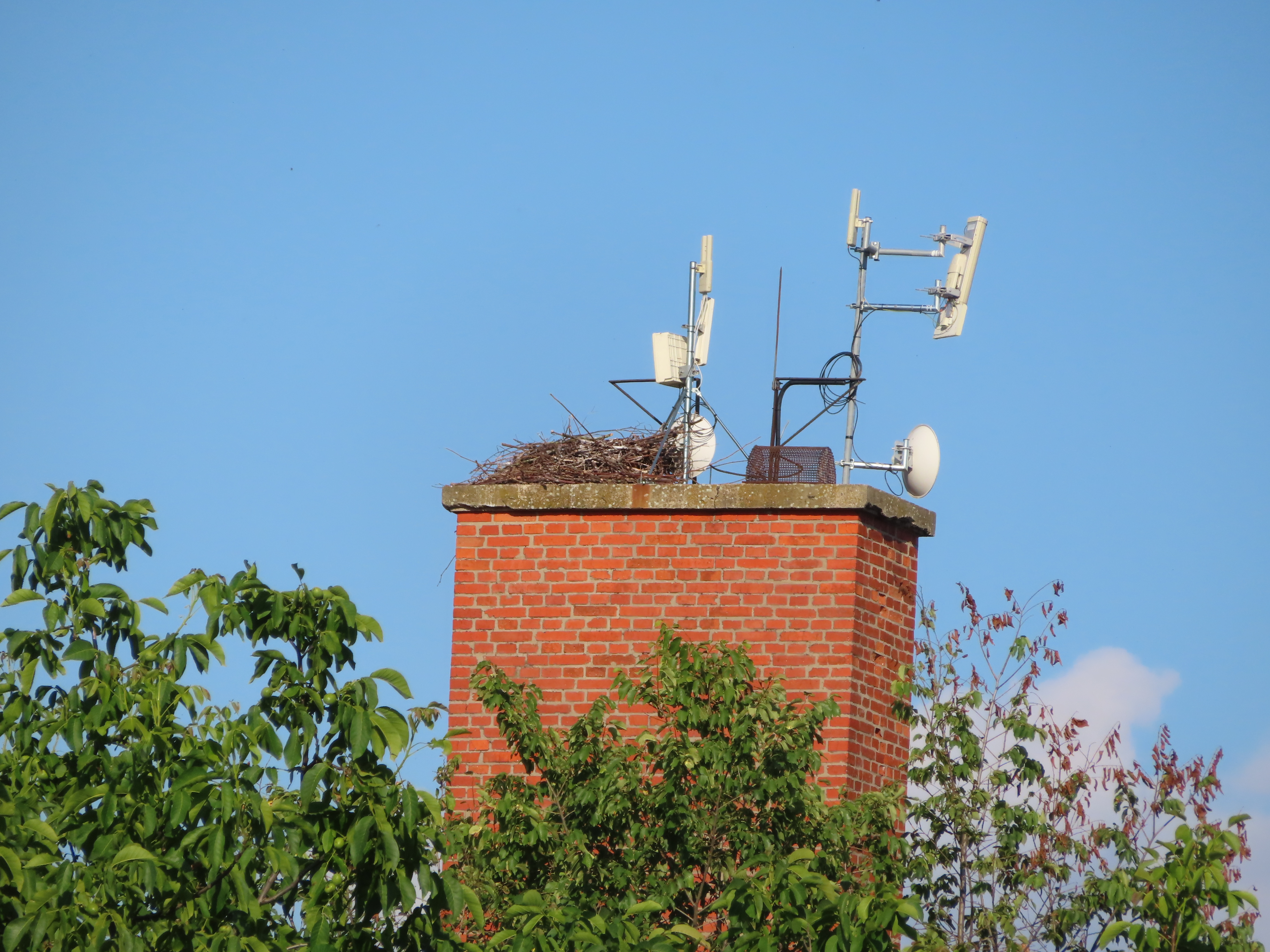
2023

A faluban 2023-tól egy gólyafészket tartanak nyilván, de költés még nem volt benne.

## Története
A mai település eredetileg két község, Lak és Túriszakállas volt.
Lak falut 1332-es pápai tizedjegyzék "Laak" alakban tartalmazza. 1428-ban "Lak al. nom. Zakalus" néven említik. A 14. században Lak a gróf Cseszneky család és kisnemesek birtoka volt. A Laky család 1387-től a 18. századig volt a birtokosa. A 17. században a törökök felégették, de újratelepült. Lakói mezőgazdasággal, kosárfonással, szövéssel foglalkoztak.
Túriszakállas Szent Mihálynak szentelt temploma és plébániája már 1268-ban szerepel írott forrásban. Komárom várának tartozéka, majd a Thury család birtoka volt. 1412-ben az esztergomi érsekség zálogbirtoka. 1631-től a Püspöky család volt a birtokosa. A 18. században az Amadé családé, a 19. században a Ghiczyeké.
Vályi András szerint "Apátza Szakállos, Turi Szakállos. Két magyar faluk Komárom Várm. Apátza Szakállosnak földes Ura a’ Relig. Kintstár; Túri Szakállosnak pedig G. Amade Uraság, lakosaik katolikusok, és reformátusok, fekszenek Ekecshez közel, és annak filiáji; határbéli földgyeik jól termők, vagyonnyaik középszerűek."
Fényes Elek szerint "Lak, magyar falu, Komárom megyében, A Csallóközben, a posonyi országutban, Thuri-Szakállas tőszomszédságában. Áll alsó és felső Lakból. Felső-Lak kiterjedése 1405 h., mellynek harmada szántóföld, harmada kaszálló, harmada legelő. Alsó-Lak 403 hold, mellyből 380 h. szántóföld, 23 h. pedig legelő és mocsáros hely. Vösztő puszta pedig, melly szinte ide tartozik, 82 holdra terjed s ez mind szántóföld. Mind a három határ földje kitünő termékeny, csakhogy a pozsonymegyei vizek a legelőkön és kaszállókon sok mocsárt képeznek; van egy Zsemlékes nevű nagy s hallal bővölködő tava is. Népessége a két Laknak 510 lélek, u. m. 408 ref., 94 kath., 8 zsidó. Reform. anyaegyház. Birtokosok: Pázmány, Csepy, Vágh, Szűcs, Farkas, Barthalas, Csiba, Bajcsy, Nagy, Halászy."
"Thúri-Szakálas, magyar falu, Komárom vgyében, a Csalóközben, a posoni országutban, Komáromhoz 3 13 mfd. Róna határa 2711 hold, mellyből szántóföld 811 h., kaszálló és legelő 2000 hold. Földe igen termékeny porhanyós fekete agyag; – rétjei hires szénát s annyit teremnek, hogy felső Csalóköz is ide jár szénát vásárlani. Az urasági rétség Madé földének neveztetik. Legelője mocsáros. Lakja 119 reform., 100 kathol., 3 zsidó, s csak többnyire zsellérek és haszonbérlők, mert a határ curialis birtoka Ghyczy Rafael urnak, ki itt szép lakházat, kertet és szőlőt bir."
1861-ben az egész falu leégett. A trianoni békeszerződésig Komárom vármegye Csallóközi járásához tartozott. Lakszakállast és Túriszakállast 1940-ben egyesítették. 1938 és 1945 között Magyarország része volt. Mezőgazdasági szövetkezete ma is működik, öt községet tömörít.

## Népessége
| Év:            | 1994. | 2004.   | 2014.   | 2024.   |
| -------------- | ----- | ------- | ------- | ------- |
| Emberek száma: | 1261  | 1279    | 1215    | 1194    |
| Eltérés:       |       | +1,42 % | -5,00 % | -1,72 % |

| Év:            | 2023. | 2024.   |
| -------------- | ----- | ------- |
| Emberek száma: | 1197  | 1194    |
| Eltérés:       |       | -0,25 % |

1910-ben Laknak 782 magyar, Túriszakállasnak 398 magyar anyanyelvű lakosa volt.
2001-ben 1275 lakosából 1165 (91%) magyar és 80 szlovák nemzetiségű volt.
2011-ben 1218 lakosából 1106 magyar és 94 szlovák volt.
2021-ben 1203 lakosából 1027 (+18) magyar, 84 (+18) szlovák, 5 (+1) cigány, 4 egyéb és 83 ismeretlen nemzetiségű volt.

## Nevezetességei
- Református templomának elődje az 1268-ban említett román stílusú Szent Mihály templom volt, melyet később gótikus stílusban átalakítottak. A 17. században a török megrongálta, ezután helyreállították és többször átépítették.
- A Szent Kereszt Felmagasztalása tiszteletére szentelt római katolikus templomot egykor folyosó kapcsolt a szomszédos kastélyhoz. A templomon ma is látható az Amadék címere.
- A kastélyt az Amadé család építtette barokk stílusban, a 19. század első felében a Giczy-család klasszicista stílusban alakíttatta át.
- A falu központjában levő kis parkban állították fel az 1965-ös dunai árvíz emlékművét.
- 1879 Válasz az „adiaphorák kérdéséhez" című vezércikk írója Garzó úrnak! Protestáns egyházi és iskolai lapok 22/14.
- Ipolyi Arnold 1859: Magyar műemlékek. Archaeologiai Közlemények 1.1965-ös árvíz emlékművét, valamint egy kopjafát.
- Szabadtéri színpadát 2003-ban adták át.
- A község címerét, mely az 1854-ből származó címer alapján készült, 2006-ban szentelték fel.

## Neves személyek
- Itt született 1807-ben Kovács József gyümölcskertész, református lelkész.
- Itt született 1854. február 7-én Bogdányi Mór magyar újságíró, író, lapszerkesztő, kereskedelmi tanácsos.
- Itt született 1898-ban Csallóközi Farkas Lőrinc festőművész.
- Itt született 1936. május 15-én Tok Béla tanár, helytörténész, muzeológus, a Duna Menti Múzeum egykori munkatársa.
- Itt hunyt el 1864-ben Borsó Vencel ferences rendi szerzetes.

Itt született 2000.május 29-én Mocsi Attila        labdarúgó, a magyar válogatott és a török élvonalban szereplő Rizespor középső védője.

## Kulturális élet
- Jácint Népdalkör
- Boncák Színpad
- Nyári Ifjúsági Találkozó
- EljátszLAK
- LAKikatlan
- MozgatLak

## Gazdasága
- A szlovákiai Topagro mezőgazdasági rangsorolás alapján termelőszövetkezetét 2007-ben első hellyel jutalmazták.

## Képtár

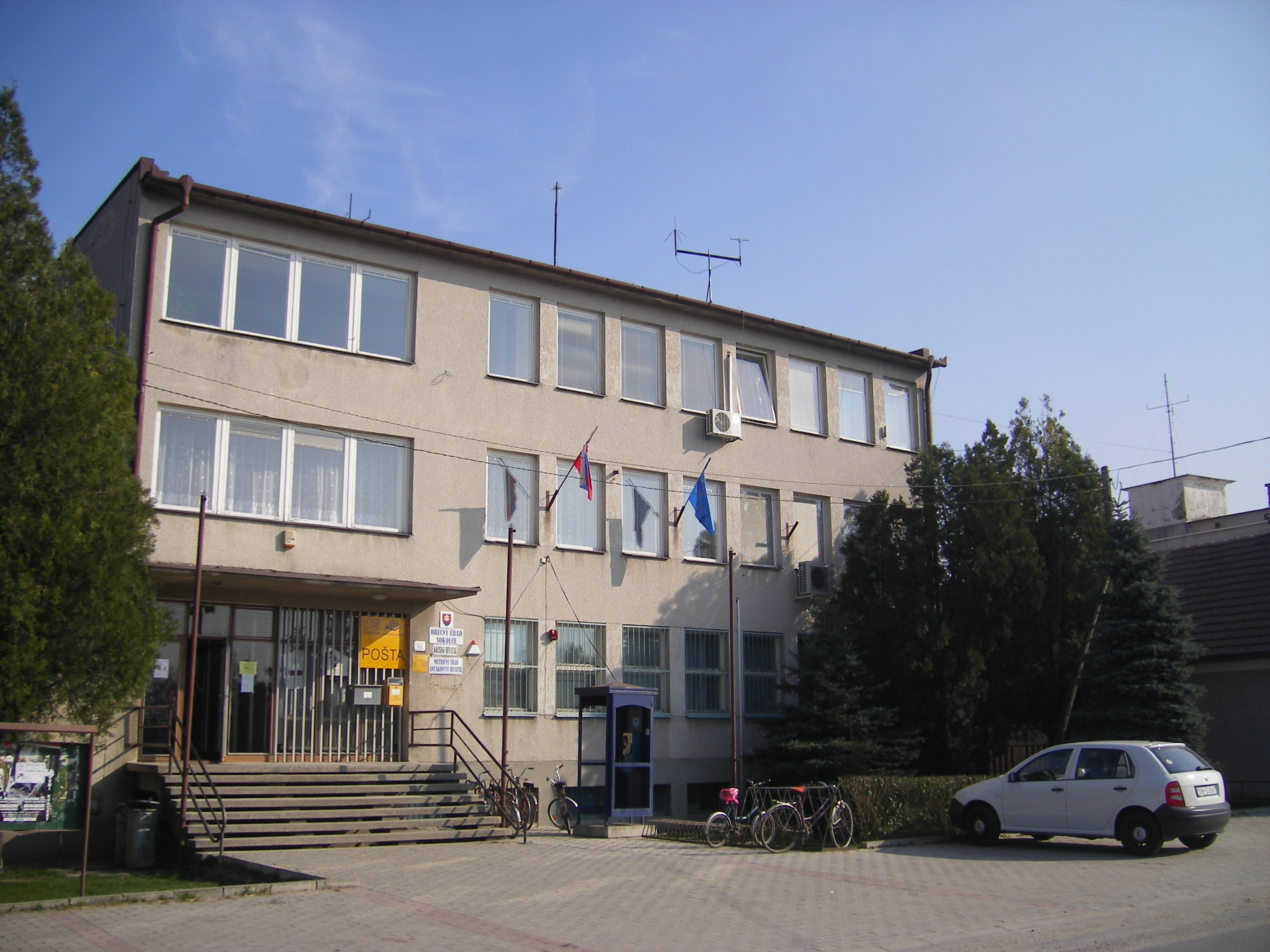
A községi hivatal épülete
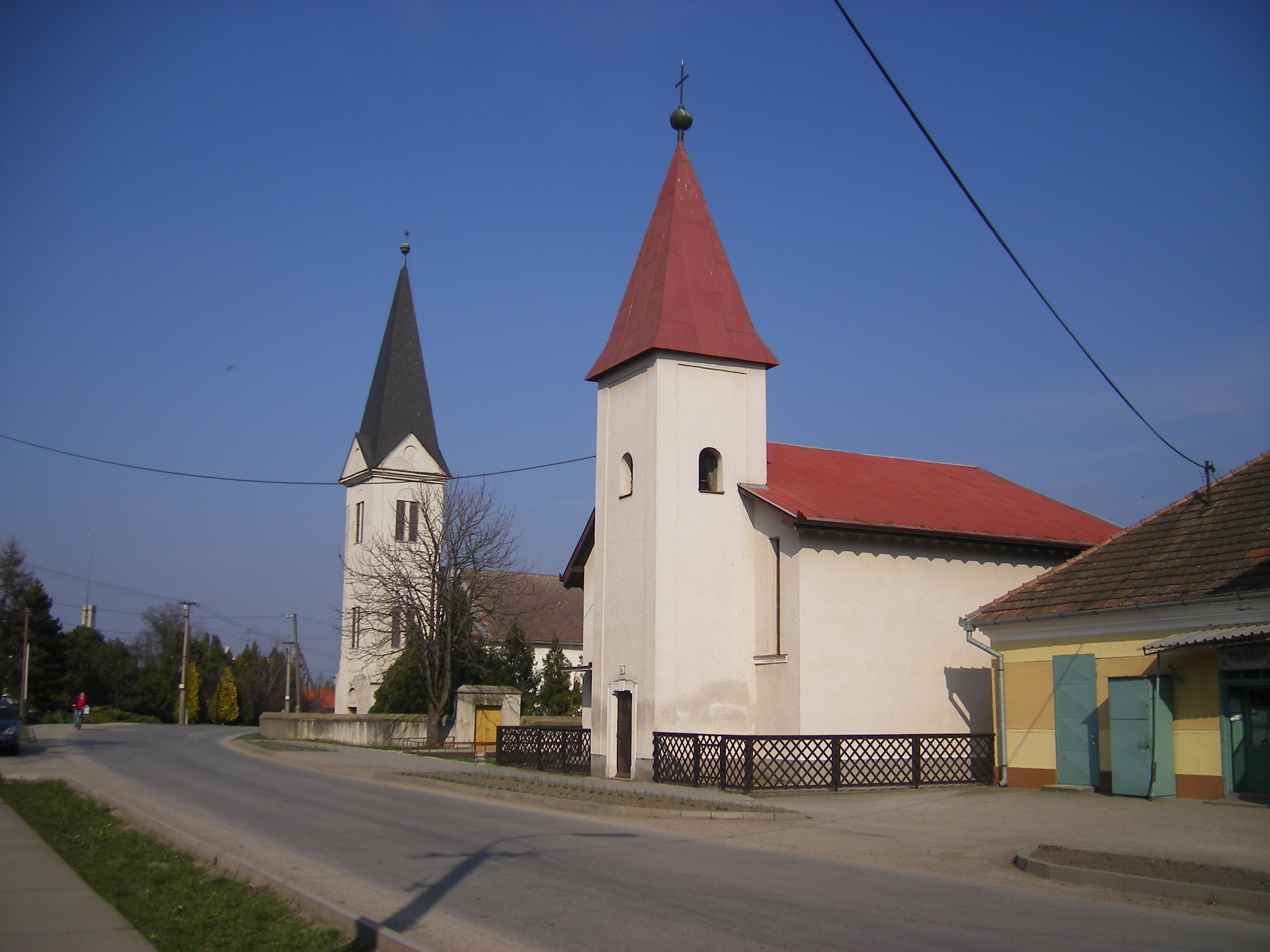
A katolikus és református templom
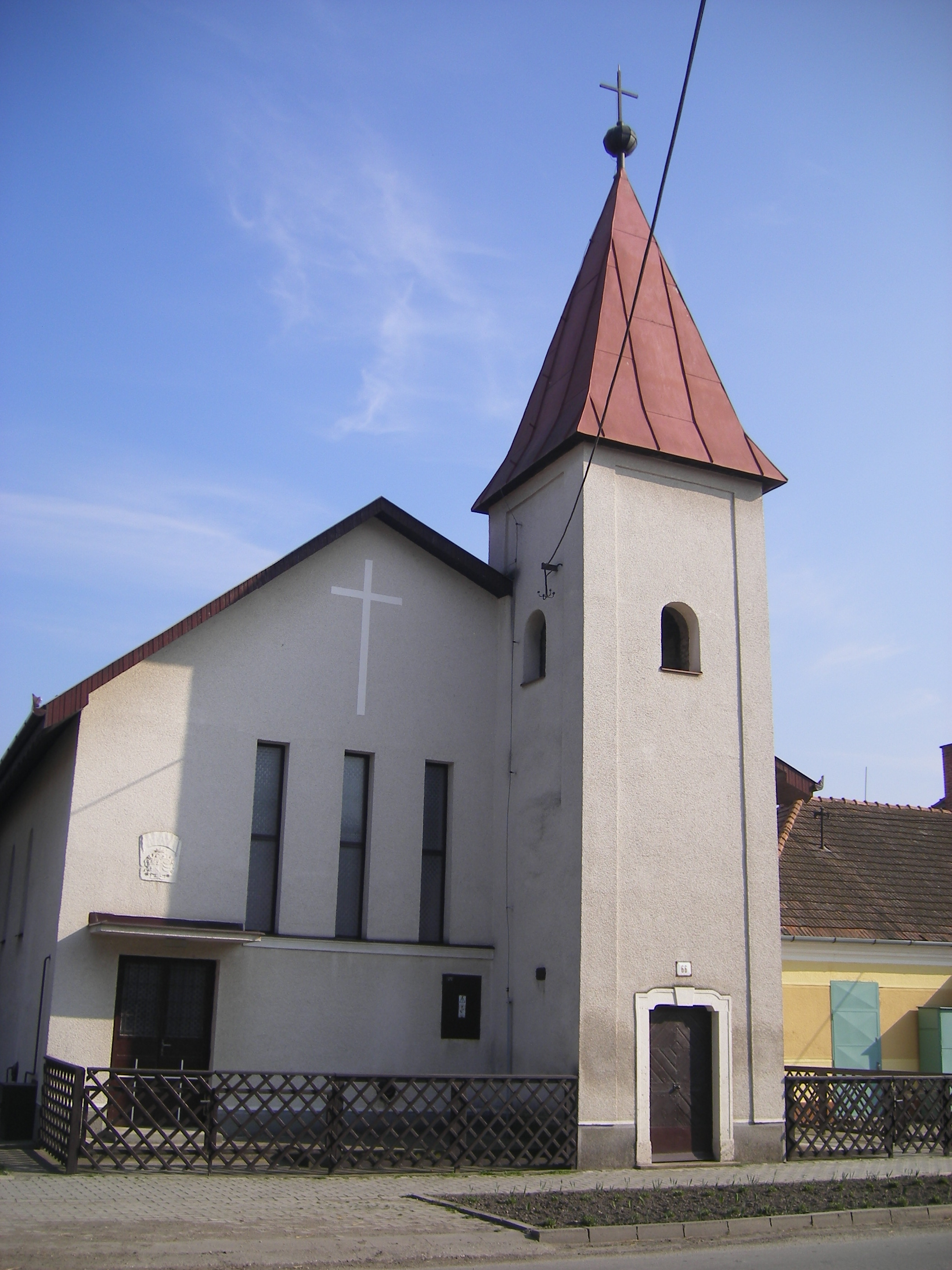
A katolikus templom
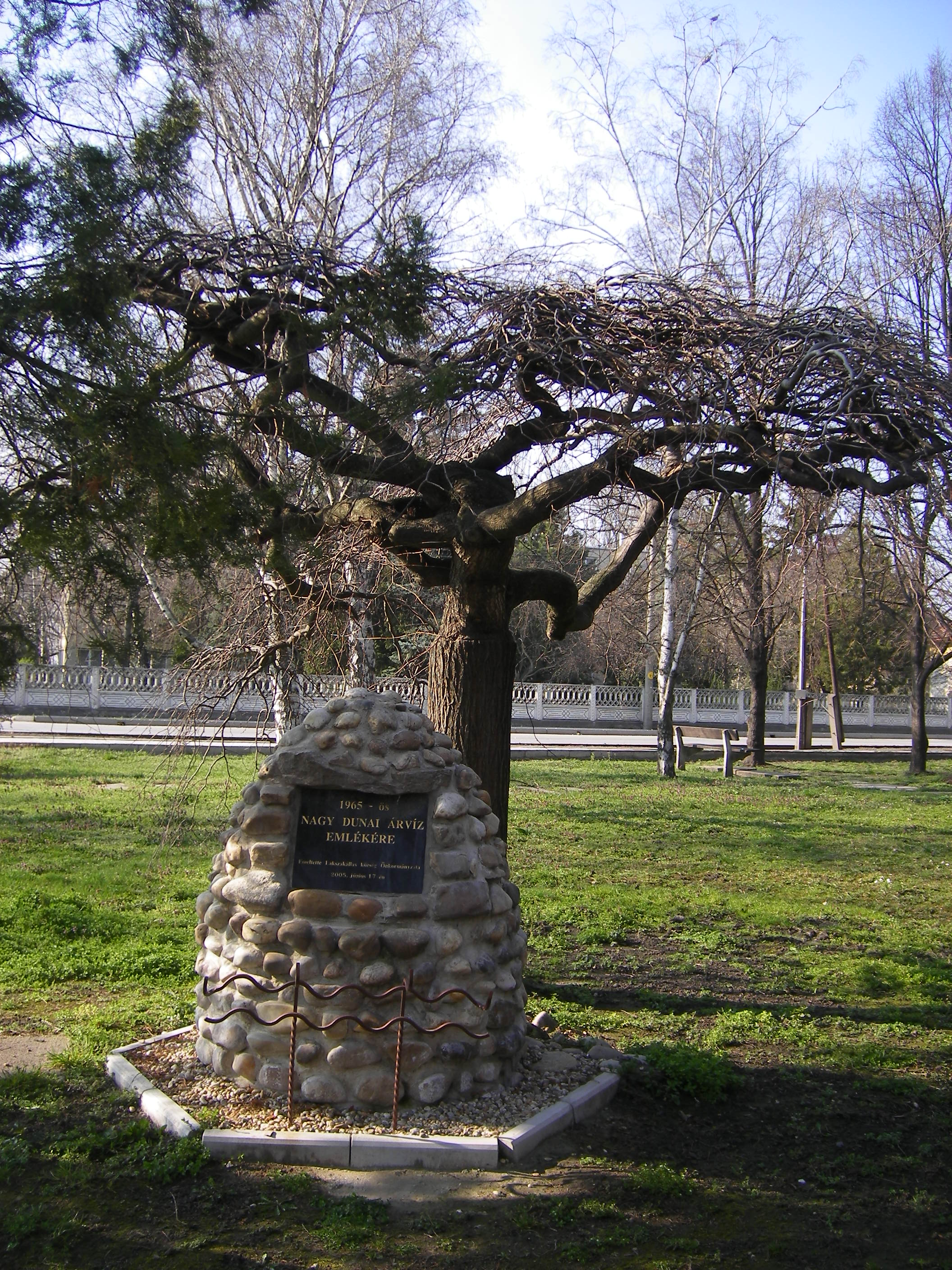
Az 1965-ös árvíz emlékműve
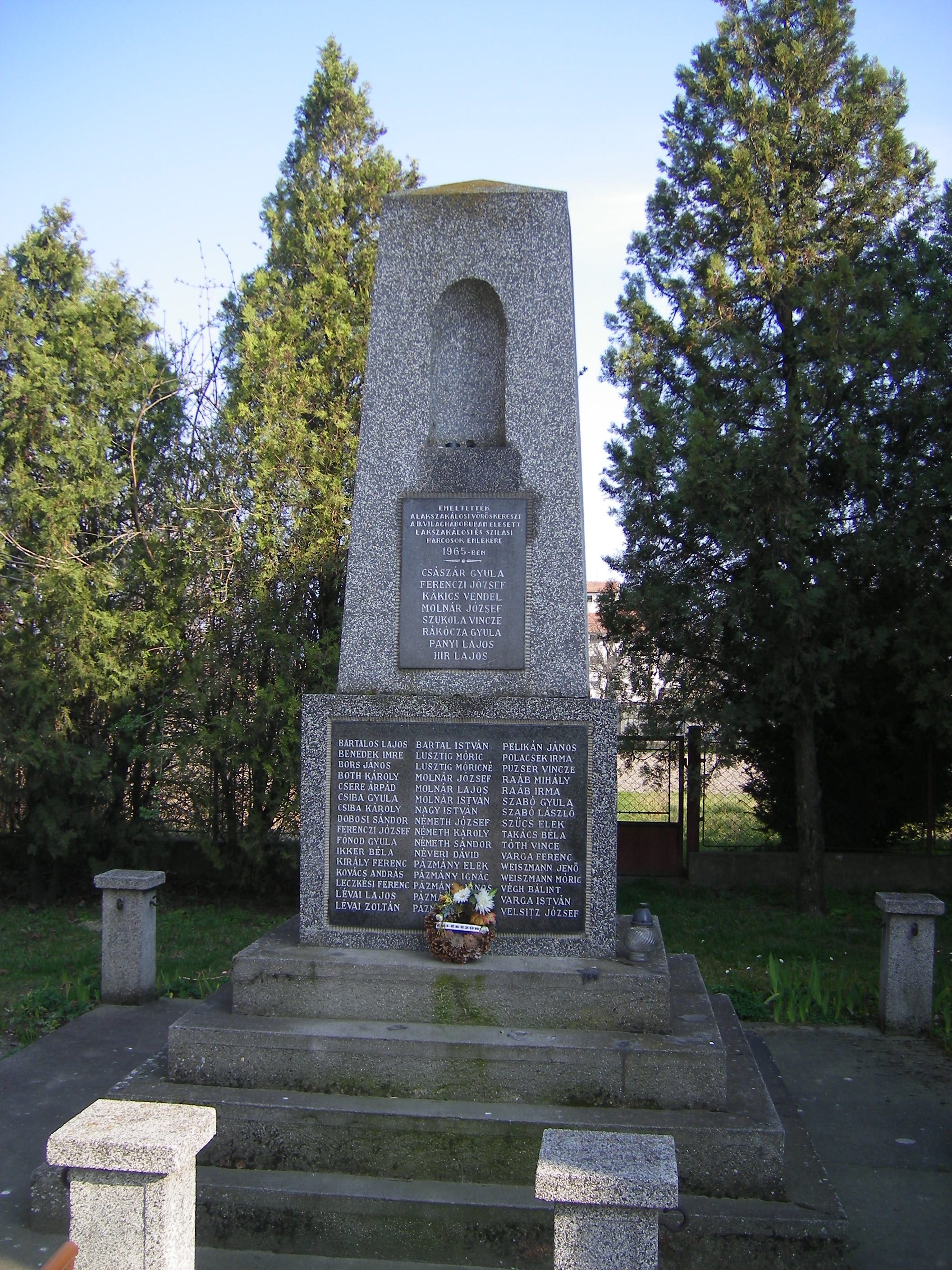
A második világháborúban elesett lakszakállasi és szilasi lakosok emlékműve
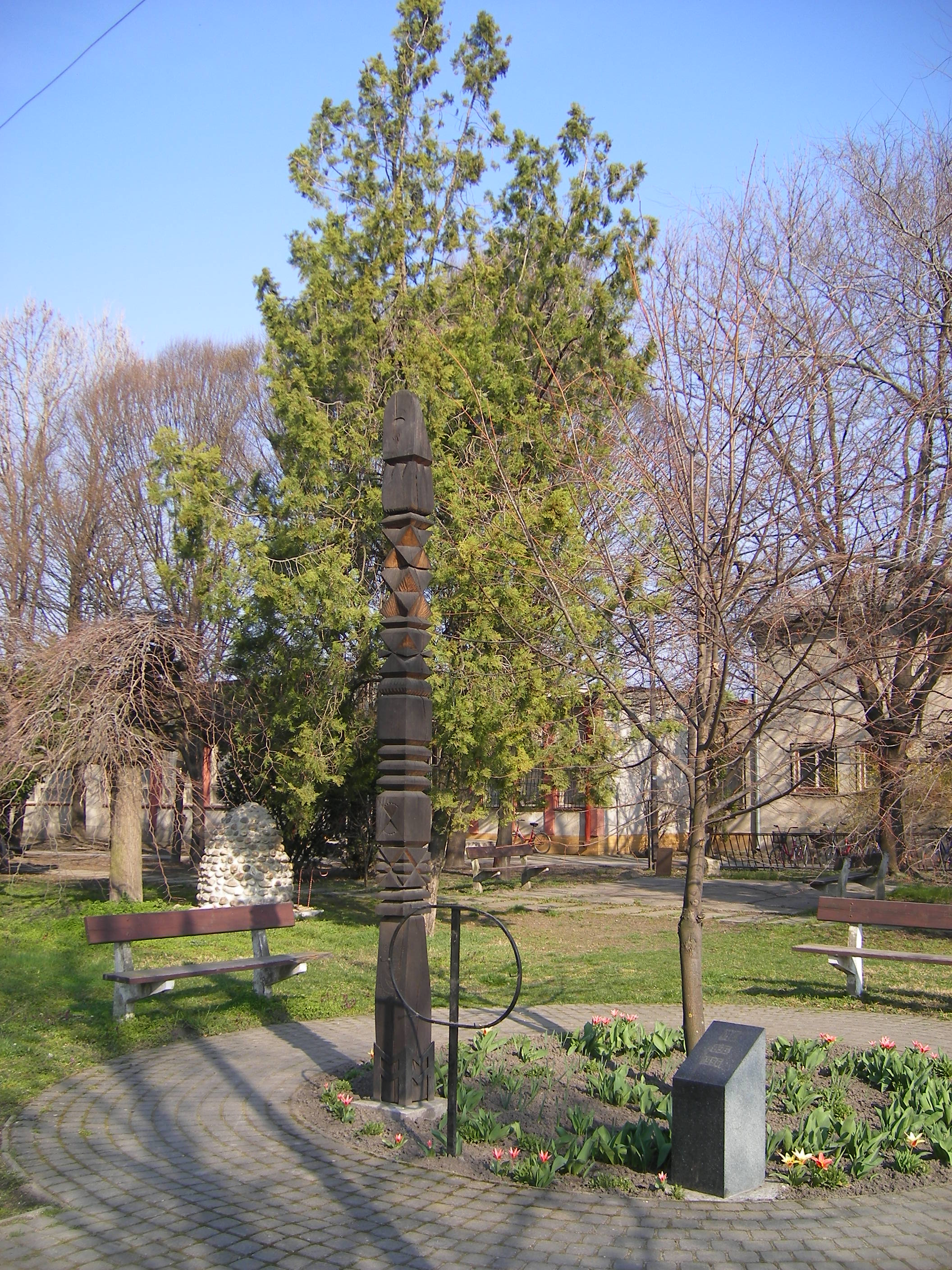
Kopjafa a faluközpontban
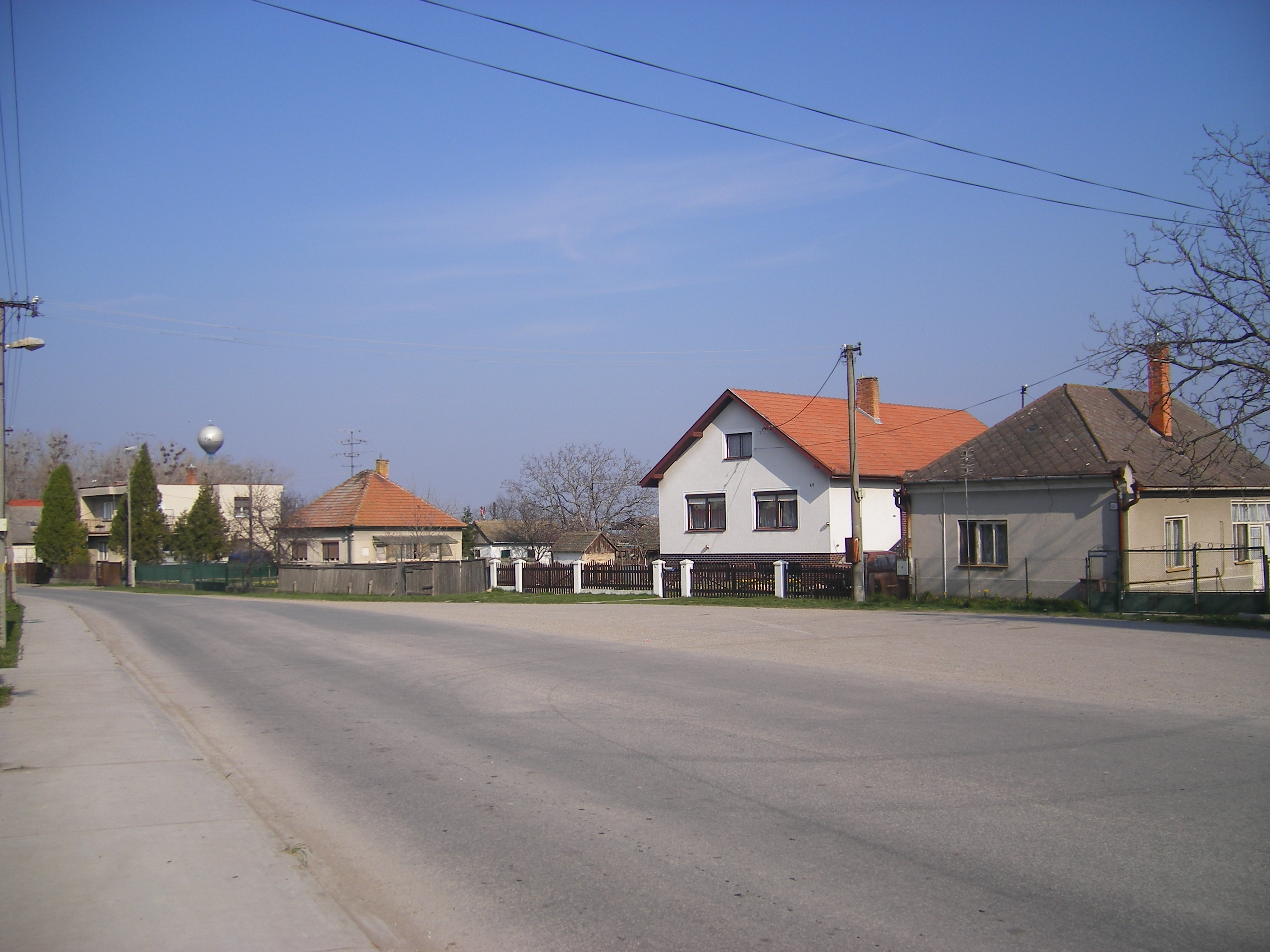
Lakszakállasi utcakép

## Testvértelepülés
- Zalaerdőd, Veszprém megye